# Чёрная сорока
Чёрная сорока (лат. Ptilostomus afer) — вид птиц семейства врановых. Единственный представитель рода Ptilostomus.
Цвет оперения чёрный.
Обитают в центральной части африканского континента.
Ищут пищу в группах, поедая в основном насекомых, но также падаль (возможно, в этом случае птиц, опять же, привлекают насекомые) и фрукты. Часто строят гнёзда на пальмах. В марте-апреле откладывают от 3 до 7 яиц. Яйца очень бледно-голубые или зеленовато-голубые с несколькими коричневыми пятнами.
По данным генетических исследований, наиболее близкие родственники этих птиц — центральноазиатские саксаульные сойки.